# Marsaxlokk Football Club 2008-2009
Questa voce raccoglie le informazioni riguardanti il Marsaxlokk Football Club nelle competizioni ufficiali della stagione 2008-2009.

## Rosa
Fonte:
| N. |                    | Ruolo | Calciatore         |
| -- | ------------------ | ----- | ------------------ |
|    | Malta (bandiera)   | P     | Saviour Darmanin   |
|    | Malta (bandiera)   | P     | Reuben Debono      |
|    | Malta (bandiera)   | D     | Arnold Buttigieg   |
|    | Malta (bandiera)   | D     | William Camenzuli  |
|    | Malta (bandiera)   | D     | Charlo Magro       |
|    | Malta (bandiera)   | D     | Carlo Mamo         |
|    | Brasile (bandiera) | D     | Renato             |
|    | Malta (bandiera)   | D     | Brian Said         |
|    | Malta (bandiera)   | D     | Steve Wellmann     |
|    | Malta (bandiera)   | C     | Fabian Baldacchino |
|    | Malta (bandiera)   | C     | Mark Barbara       |

| N. |                      | Ruolo | Calciatore       |
| -- | -------------------- | ----- | ---------------- |
|    | Malta (bandiera)     | C     | Clive Brincat    |
|    | Malta (bandiera)     | C     | Gary Caruana     |
|    | Malta (bandiera)     | C     | Christian Cassar |
|    | Malta (bandiera)     | C     | Claude Mattocks  |
|    | Malta (bandiera)     | C     | Peter Pullicino  |
|    | Malta (bandiera)     | C     | Gareth Sciberras |
|    | Malta (bandiera)     | C     | Trevor Templeman |
|    | Argentina (bandiera) | A     | Julio Alcorsé    |
|    | Malta (bandiera)     | A     | Malcolm Licari   |
|    | Brasile (bandiera)   | A     | Marcelo Pereira  |
|    | Malta (bandiera)     | A     | Kevin Sammut     |